# Pepř černý

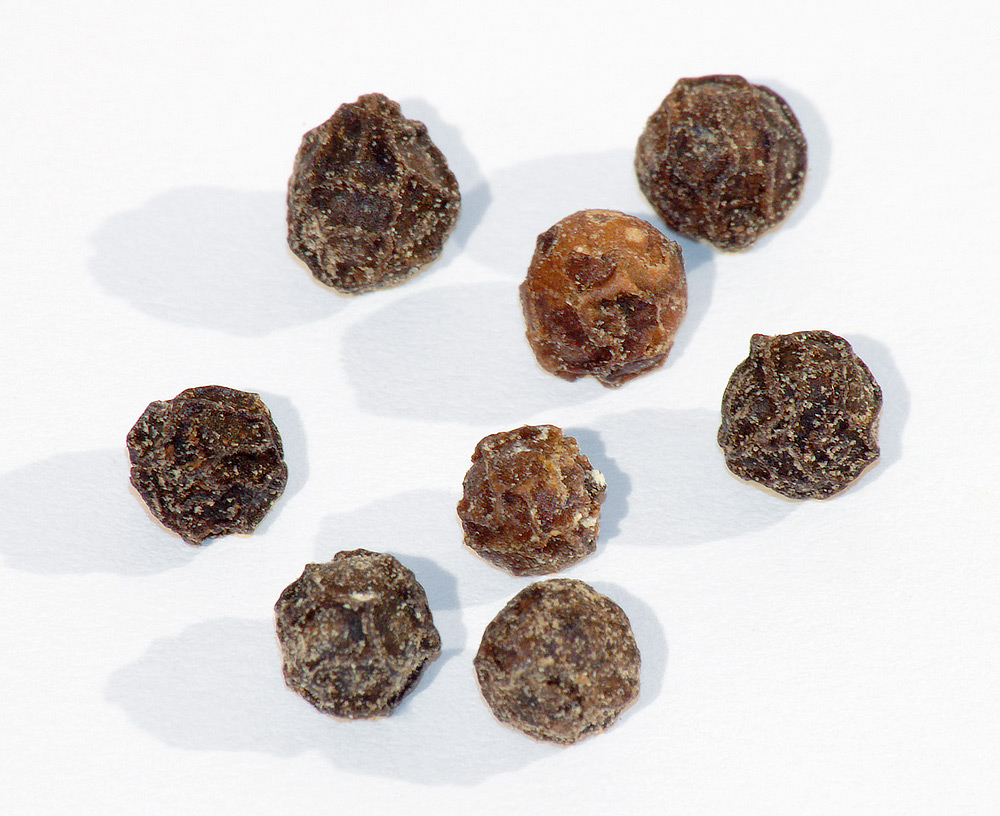
Pepř černý

Chemický vzorec piperinu

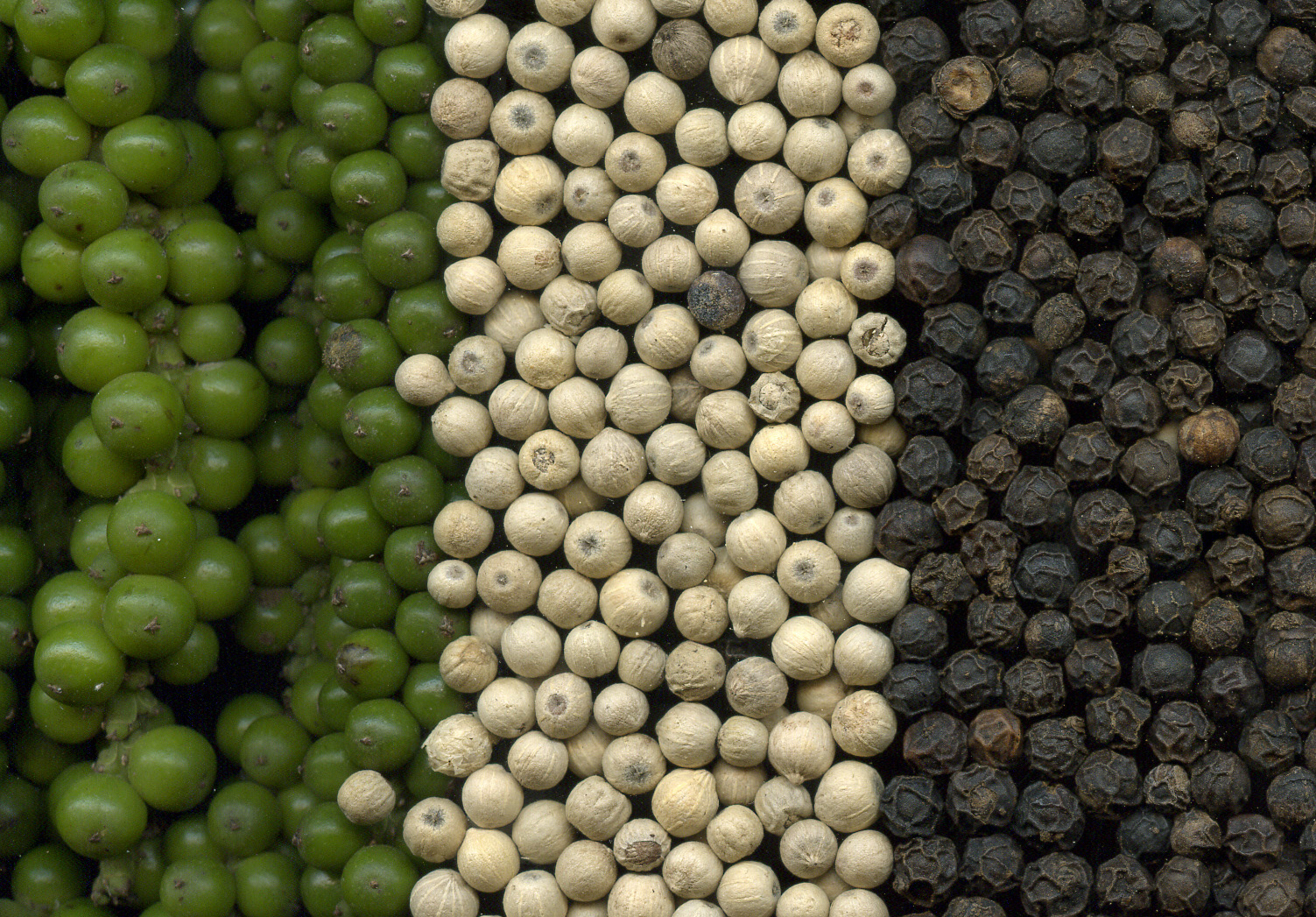
Čerstvý zelený, bílý a černý pepř

Pepř černý je plod pepřovníku černého (Piper nigrum), sklizený v nedozrálém stavu, používá se jako koření. Pochází z Indie, kde se užíval už ve starověku, dnes se však dováží z řady tropických zemí. Je to nejpoužívanější koření, používané ve všech kuchyních. Plody pepřovníku se sklízejí v různých stupních zralosti a procházejí jiným procesem zpracování, což dává pro použití v kuchyni více druhů:
- pepř zelený (nedozrálé bobule),
- pepř bílý (oddělení červené slupky zcela zralých bobulí),
- pepř černý (rychle usušené nedozrálé bobule),
- pepř červený (dozrálé a ručně sklízené bobule rostliny).

## Pepřovník
Pepřovník černý je stálezelená popínavá rostlina, vzdáleně připomínající chmel. Dorůstá délky až 15 metrů a dožít se může až 60 let.

## Historie
Pepř do Evropy přivezl Alexandr Makedonský po svém tažení do Indie. Po dlouhá staletí byl velmi drahý a rostlina byla Evropě neznámá, poprvé ji popsal ve svém cestopise Marco Polo.

## Vliv černého pepře na živé organismy
Pepř černý obsahuje mimo jiné alkaloid zvaný piperin, který je hlavním zdrojem typické chuti a vůně pepře. Vliv této látky na živé organismy byl z důvodu každodenního užívání v gastronomii bohatě prostudován. Názor na závadnost používání černého pepře pro lidský organismus je různý. Pomocí pokusů na zvířatech byl prokázán pozitivní účinek na potlačení oxidativního stresu v organismu i na vznik nádorových onemocnění. Dále byl popsán široký vliv piperinu na metabolizaci a vstřebávání různých léčiv a také na funkci gastrointestinálního traktu (např. dlouhodobé pravidelné užívání může urychlit peristaltiku střeva). Nedávno byl však také potvrzen negativní vliv na plodnost. Dříve byl také černý pepř přidáván do potravin z důvodu jeho konzervačních vlastností. Vliv piperinu na mikroorganismy, které urychlují expiraci potravin, je ale sporný. Pro konzervaci potravin má větší význam i kuchyňská sůl. 

## Zajímavosti
Při přípravě jídel se též lze setkat s barevným pepřem, což je směs pepře černého, bílého, zeleného a růžového.